# Industrie de l'armement de la république populaire de Chine

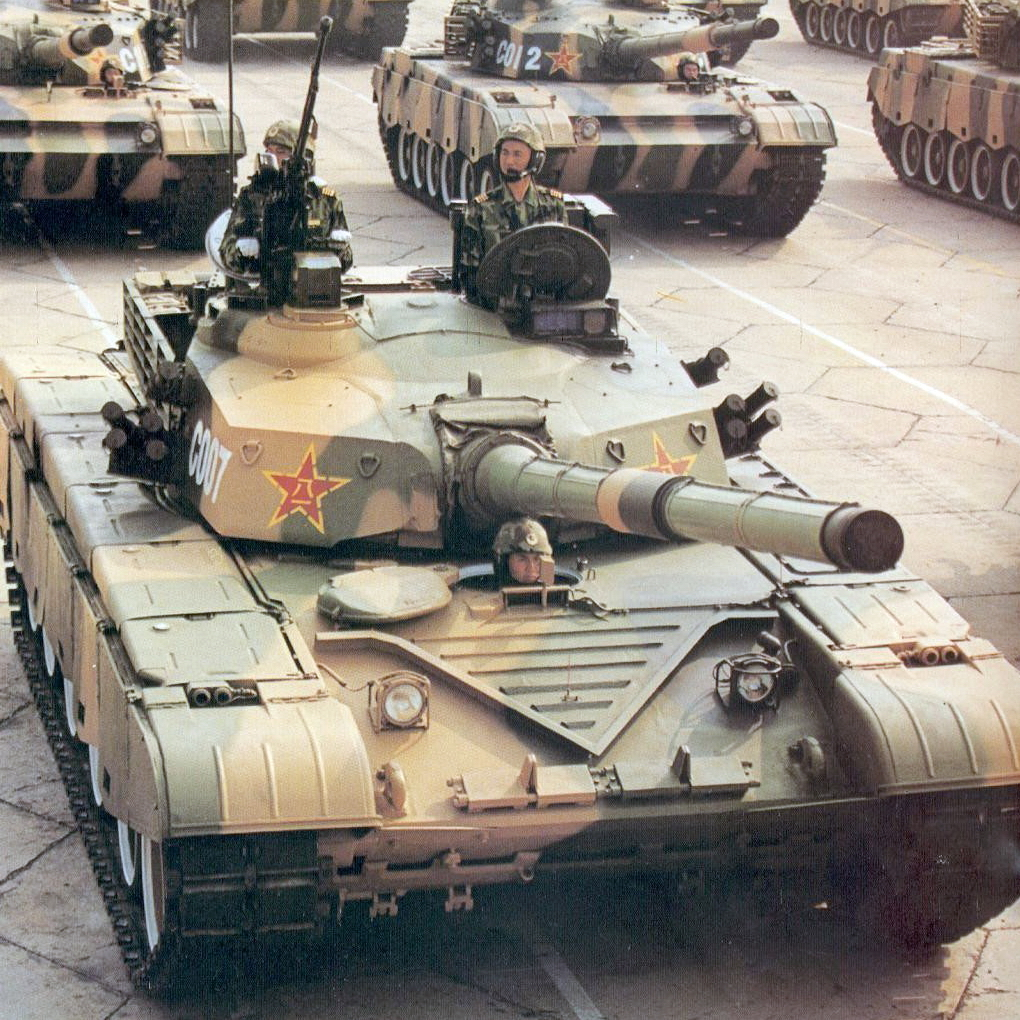
Char Type 99 inspiré des modèles russes

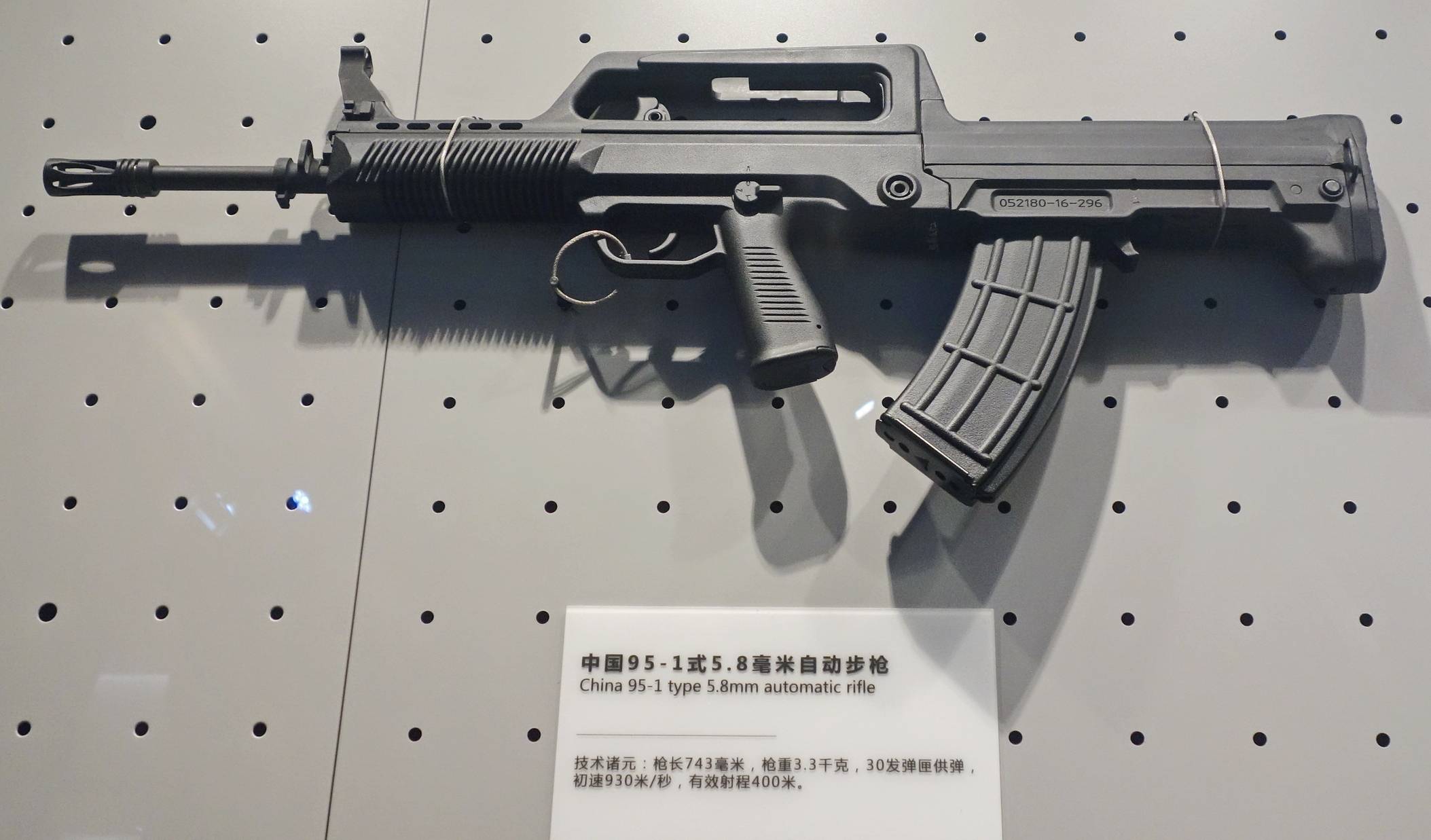
fusil d'assaut Qing Buqiang Zu QBZ-95 produit par Norinco utilisant un calibre spécifiquement chinois.

Cet article décrit la formation de l'industrie de l'armement en république populaire de Chine.
La formation du pays impose dès le départ la fondation de sa sécurité nationale face à la république de Taïwan qui bénéficie du parapluie américain.
À la suite de la victoire de Mao en 1949, la Chine continentale devient la république populaire de Chine. Régime communiste, la nouvelle RPC obtient de l'Union soviétique de Staline la livraison d'armes de guerre soviétiques. Par la suite, les Chinois décident, devant l'importance numérique de leurs forces armées et la rupture sino-soviétique de produire des copies de ces mêmes armes. Convertie partiellement au capitalisme, Pékin décide de créer à la fin des années 1980 la firme Norinco qui exporte les armements réglementaires chinoises et des copies d'armes occidentales. Le même phénomène s'est passé avec les chars et les avions.

## Développement

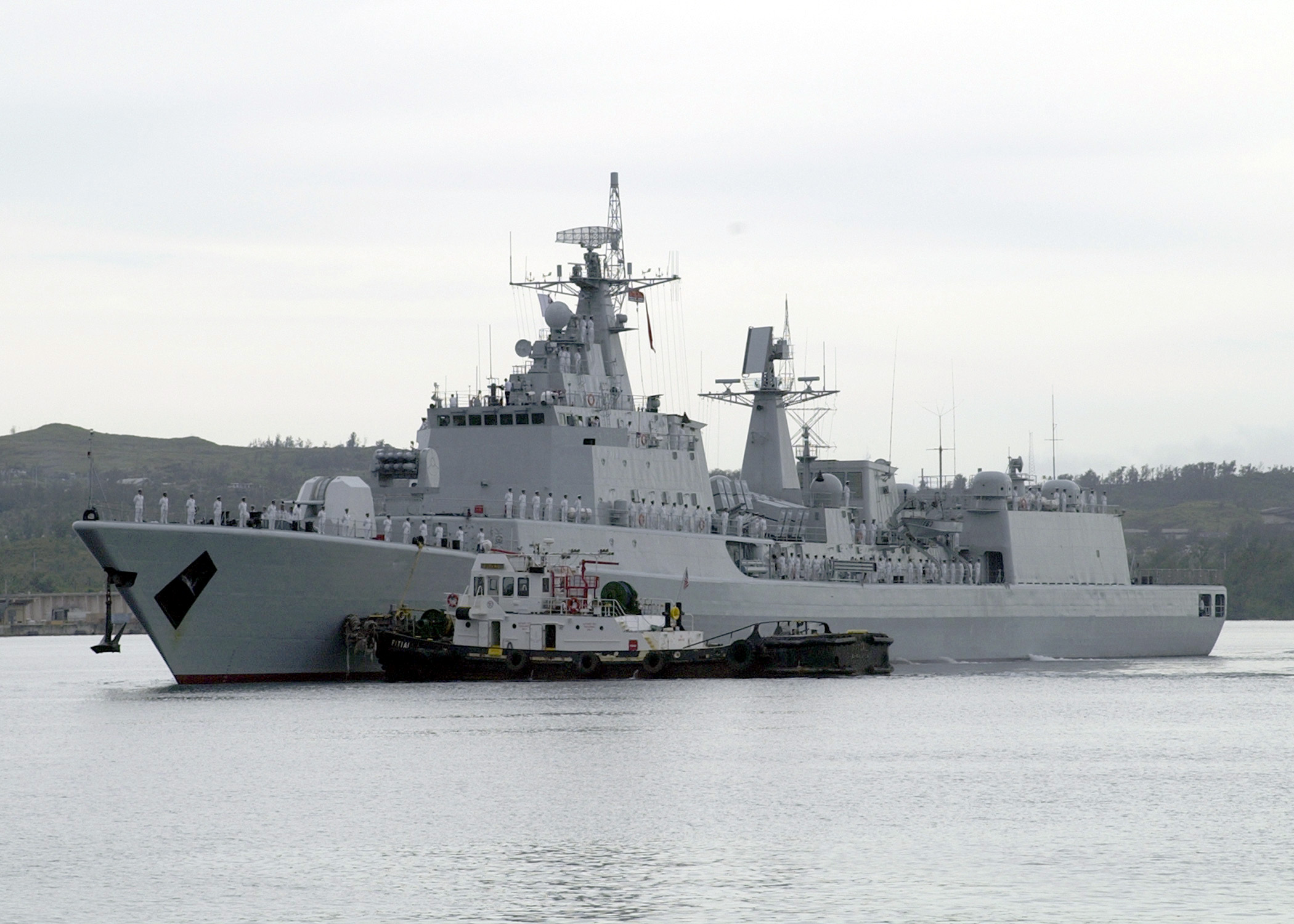
Destroyer Type 055 déplaçant 10000 t. Depuis les années 1990, la marine chinoise monte rapidement en puissance et se classe dans les années 2020 au second rang mondial.

De 1900 à 1949, furent créés plusieurs arsenaux par la Chine impériale (notamment l'arsenal de Hanyang) puis  par Sun Yat-Sen et ses successeurs. 
Encore sous l'influence des cadres militaires occidentaux lors de la guerre sino-japonaise dont celle de l'Allemagne, la Chine ne développe sa propre filière d'armement qu'à compter de la république populaire ; les crédits militaires sont motivés par l'opposition avec la Chine nationaliste. Avec la victoire des Communistes chinois, les cadres de ces Arsenaux déménagent à Formose pour créer les Arsenaux taïwanais.
Après avoir longtemps construit des armes d'origine soviétique (sous licence ou non) en grande quantité pour l'Armée populaire de libération, la Chine commence à produire des systèmes d'armes évoluées, surtout en collaboration avec la Russie mais également avec l'Ukraine, la France ou Israël, mais l'embargo sur les armes décidé par les pays occidentaux à la suite de la répression des manifestations de la place Tian'anmen en 1989 stopperont plusieurs projets. Elle réalise des programmes d'armement avec le Pakistan grâce à leurs excellentes relations.
La Commission de la science, de la technologie et de l'industrie pour la défense nationale est chargé depuis 1982 de concevoir, d'acheter et d'évaluer tous les systèmes d’armes destinés à l'armée populaire de libération.
Son complexe militaro-industriel (CMI) est actuellement le plus gros employeur mondial du secteur. La seule société Norinco compte donc davantage d'employés que l'ensemble du CMI des États-Unis mais sa productivité est beaucoup plus faible que celle de ses concurrents.
Le budget de la défense officiel chinois est en constante augmentation depuis les années 1990. Les chiffres officiels indiquent 14,7 milliards de dollars en 2000, 283,8 milliards de yuans soit 28,6 de milliards de dollars US en 2006 soit aux alentours de 1,4 % du PIB et de 7 à 8 % du budget de l'État, 44,94 milliards de dollars en 2007. En 2014, il est de 808,23 milliards de yuans (95 milliards d’euros). En 2017, il doit atteindre 140 milliards d'euros. À signaler que l'importation de matériel étranger n'est pas compris dans le budget officiel.

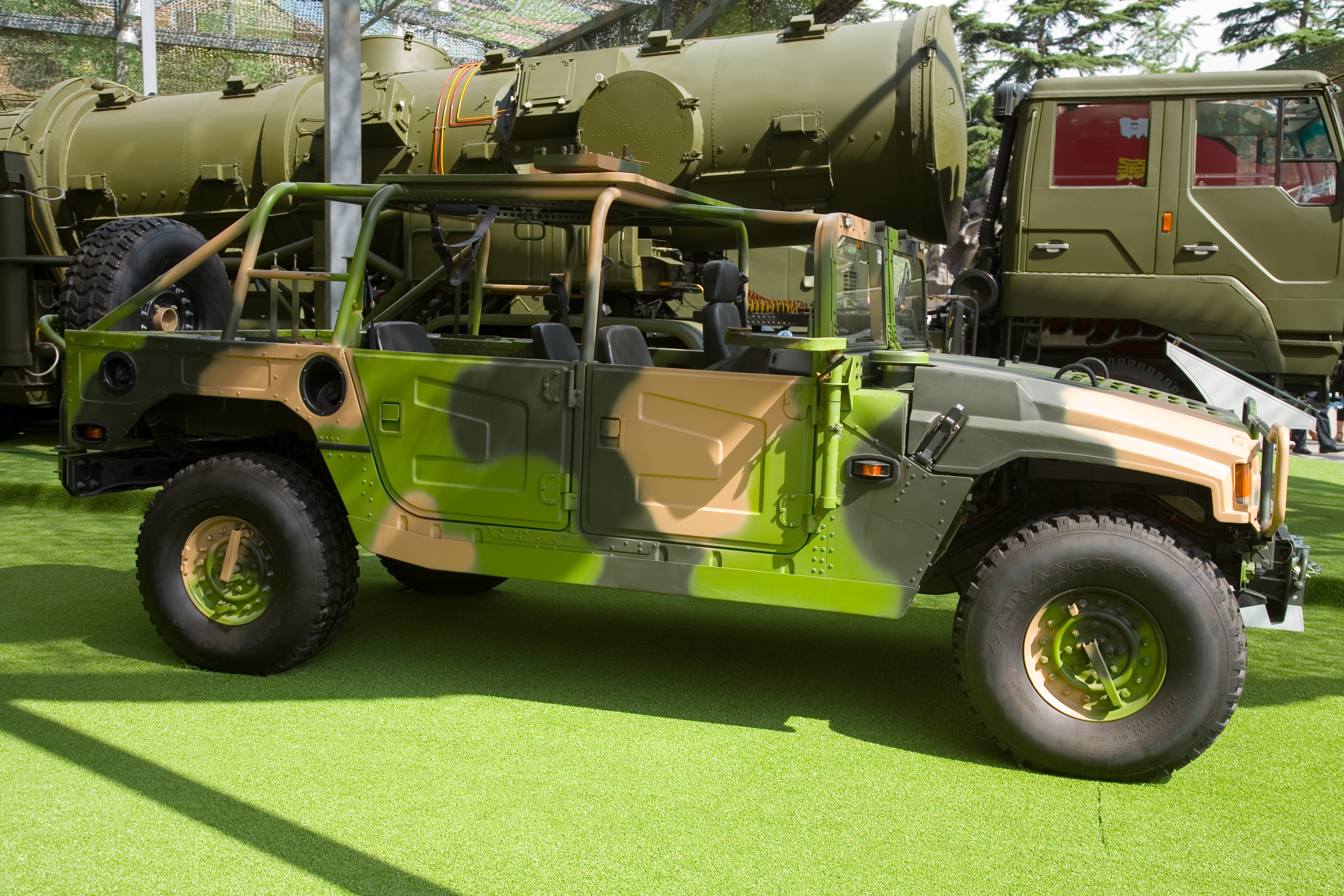
Dongfeng EQ2050 de Dongfeng Motor Corporation; un clone chinois du Humvee américain entré en service en 2007.

Elle exporte des armements tactiques (fusil d'assaut, artillerie, chars de combat), des navires légers, des sous-marins ainsi que des copies de missiles et d'avions soviétiques anciens (par exemple des Chengdu J-7, dérivé du MiG-21) vers des pays en voie de développement ne pouvant payer d'armes sophistiquées, ou étant sous embargo (Soudan, Iran...).

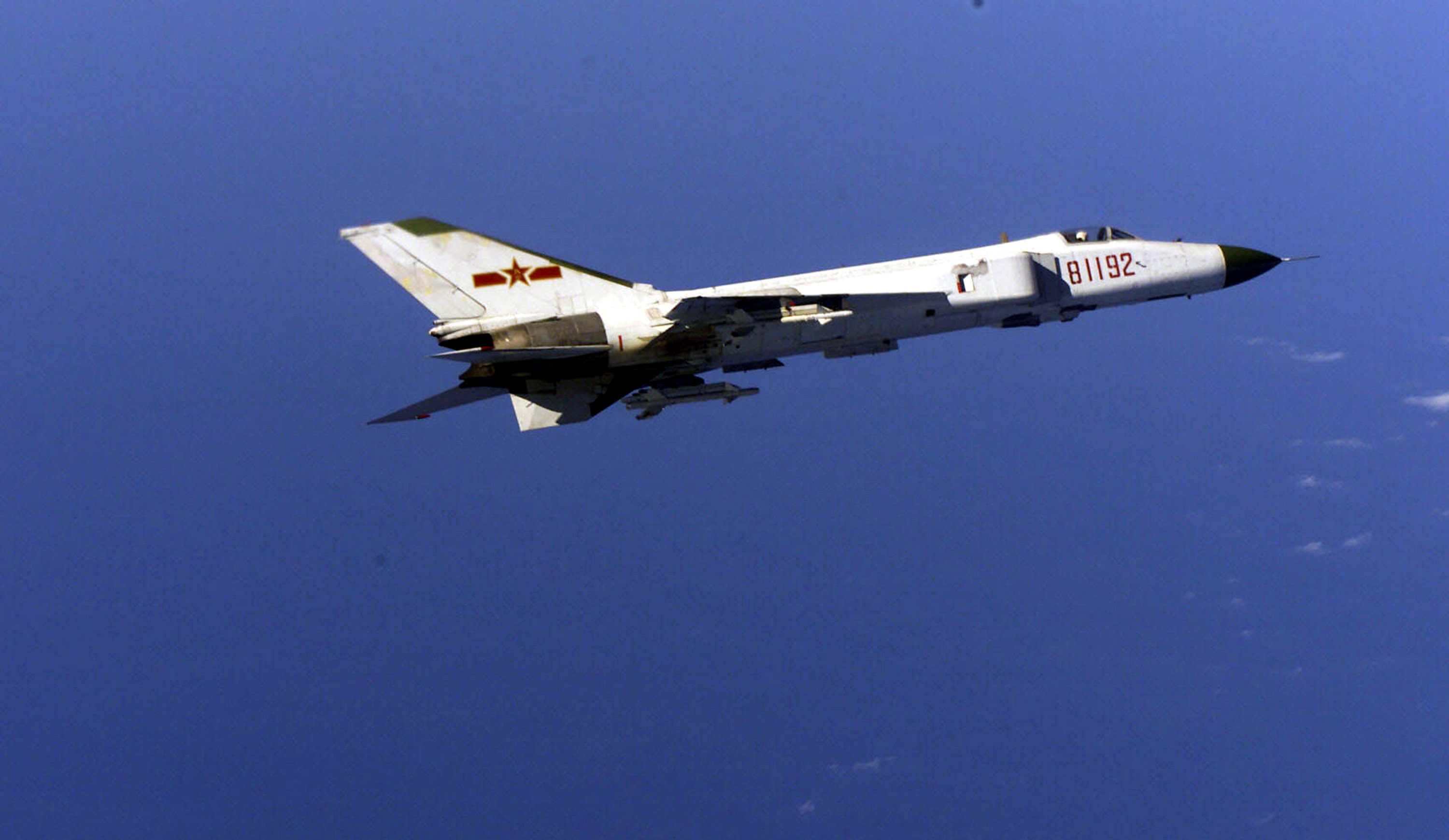
Chasseur F-8 de l'aéronavale de la RPC.

Mais la situation évolue rapidement, en raison de l'émergence d'industries de haute technologie dans ce pays, notamment grâce à l'achat de brevets et de licences occidentales et russes mais la construction de copie de matériel étranger sans licence comme le Shenyang J-11 basé sur le Su-27 crée des suspicions avec ses partenaires étrangers. Dans la seconde moitié des années 2010, la supériorité technologique militaire de l'Occident est reconnue comme étant « contestée » par la Chine.
En 2019, ce pays compte huit entreprises dans le Top 25 du secteur de la Défense.
L'ensemble des sous-marins à propulsion nucléaire chinois sont construits par Bohai Shipbuilding Heavy Industry Co., Ltd (BSHIC) anciennement Bohai Shipyard (en).

## Liste de quelques matériels

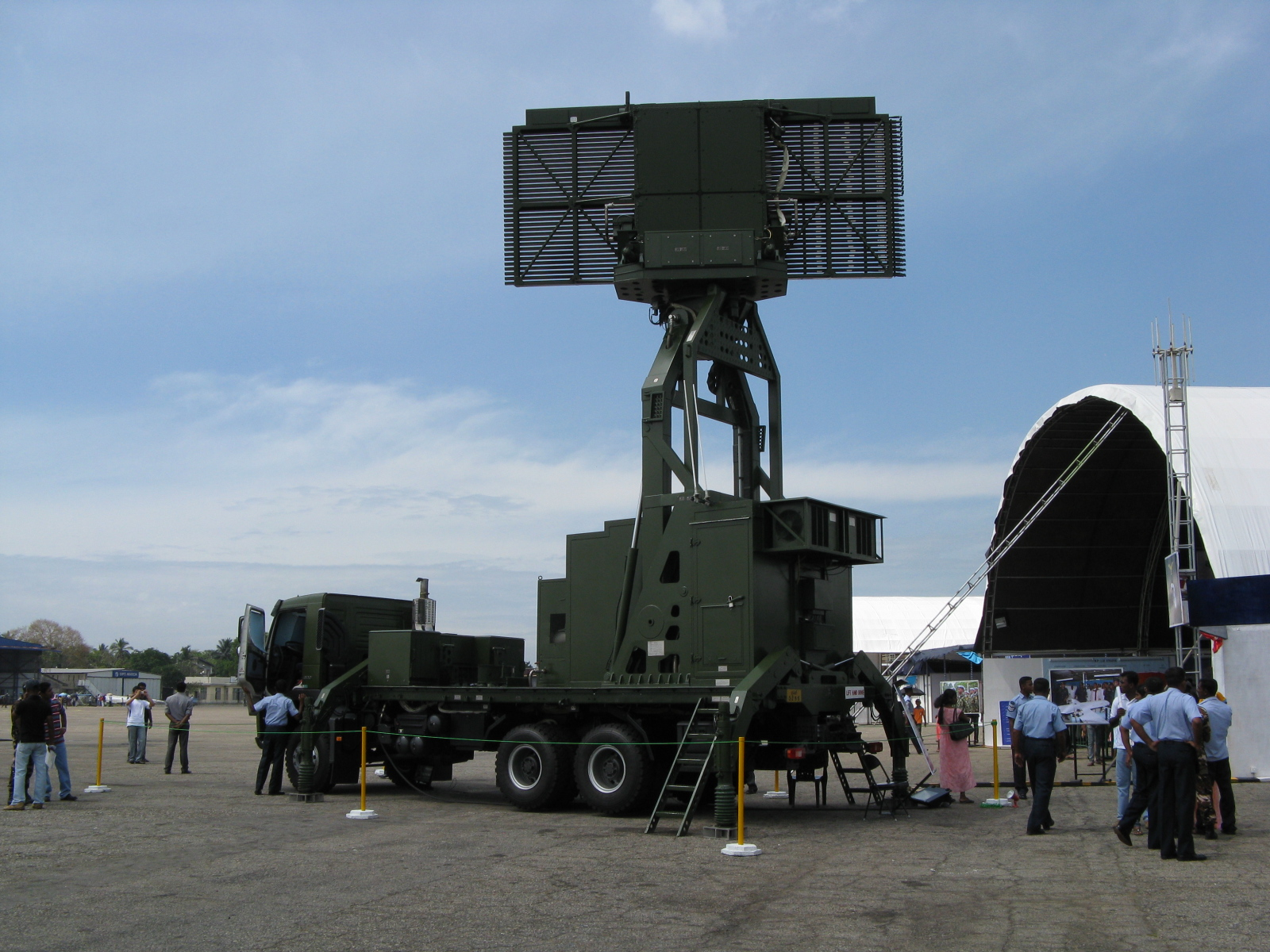
Radar YLC-18 construit par le China Electronics Technology Group sur châssis Volvo acheté par le Sri Lanka en 2011.

- Cartouche 5,8 × 42 mm, calibre conçue par la Chine dans les années 1980
- Fusil Type 56
- Fusils Type 63/68
- Pistolet China type 54
- Char Type 99
- SNLE Type 092
- Hydroptères Classe Huchwan
- Bombardier Xian H-6
- Avion de combat Chengdu J-7, Chengdu J-10 et JF-17 Thunder
- Avion de transport Xian Y-20
- Hélicoptère de combat WZ-10
- Missiles air-air PL-2 et PL-5
- Missile balistique Dongfeng